# Rudy Fernández
Rodolfo "Rudy" Fernández i Farrés (Palma de Mallorca, 4. travnja 1984.) španjolski je profesionalni košarkaš. Igra na poziciji bek šutera, a trenutačno je član Madridskog Reala. Četvrti je po broju pogođenih trica u rookie sezoni (159).

## Karijera

### Španjolska
Fernández je karijeru započeo 2001. u španjolskom DKV Joventut, a s njim je osvojio mnogobrojna priznanja i trofeje. Dva puta je osvojio katalonsku ligu (2006. i 2008.), FIBA Eurokup (2006.), španjolski Kup Kralja (2008.) i ULEB kup (2008.). Od osobnih prznanja osvojio je nagrade za najkorisnijeg igrača Kupa Kralja (2004. i 2008.), Final Foura FIBA Eurokupa (2006.), finala ULEB kupa (2008.), finala katalonske lige (2008.) i nagradu Euroleague Rising Star (2007.)
U srpnju 2007. produžio je svoj ugovor s Joventutom do 2011. godine, međutim početkom 2008. otkupio je svoj ugovor kako bi mogao otići u NBA.

### NBA
Izabran je u 1. krugu (24. ukupno) NBA drafta 2007. od strane Phoenix Suns, ali je naknadno zamijenjen u Portland Trail Blazerse za Jamesa Jonesa i novčanu naknadu. 
6. lipnja 2008., Fernandez je na konferenciji za novinare izjavio da napušta DKV Joventut i odlazi u NBA, igrati za Portland Trail Blazerse. Time je pridružio suigračima iz reprezentacije, Pau Gasolu i Marcu Gasolu, Joséu Calderónu i Sergiju Rodriguezu, koji su od ranije otišli u NBA ligu. 1. srpnja 2008., potpisao je ugovor s Blazersima, a klubu se pridružio nakon što je s reprezentacijom osvojio srebrnu medalju na Olimpijskim igrama u Pekingu 2008.
Svoju prvu NBA utakmicu odigrao 28. listopada 2008., u porazu Blazersa od Lakersa 96-76, a s klupe je ubacio 16 poena. 12. studenog 2008., Rudy je postigao 25 poena u samo 29 minuta protiv Miami Heata, uključujući 8/8 s linije slob. bacanja. Fernandez je je dobio najviše glasova navijača od svih novaka u ligi, njih 251.868 za sudjelovanje u natjecanju u zakucavanju, dok je Russell Westbrook na drugom mjestu dobio 147.279 glasova. Tijekom All-Stara nosio je dres s brojem 10, u sjećanje na Fernanda Martína, prvog španjolskog košarkaša u NBA ligi. Krajem sezone izabran je u NBA All-Rookie drugu petorku. Fernandez je najprije izjednačio rekord Chicagova razigravača Kirka Hinricha, koji je 29 utakmica u nizu najmanje jednu tricu pogodio u svojoj novačkoj sezoni, 2003./04. godine, a kasnije ga i srušio pogodivši broj trica u neprekinutom nizu od 33 utakmice.

## NBA statistika

#### Regularni dio
| Godina    | Klub     | Odig. uta. | Uta. poč. | Min. | 2P%  | 3P%  | Sl. bac.% | Skok. | Asist. | Ukr. lop. | Blok. | Poena |
| --------- | -------- | ---------- | --------- | ---- | ---- | ---- | --------- | ----- | ------ | --------- | ----- | ----- |
| 2008./09. | Portland | 78         | 4         | 25.6 | .425 | .399 | .839      | 2.7   | 2.0    | 0.9       | 0.2   | 10.4  |
| Ukupno    |          | 78         | 4         | 25.6 | .425 | .399 | .839      | 2.7   | 2.0    | 0.9       | 0.2   | 10.4  |

#### Doigravanje
| Godina    | Klub     | Odig. uta. | Uta. poč. | Min. | 2P%  | 3P%  | Sl. bac.% | Skok. | Asist. | Ukr. lop. | Blok. | Poena |
| --------- | -------- | ---------- | --------- | ---- | ---- | ---- | --------- | ----- | ------ | --------- | ----- | ----- |
| 2008./09. | Portland | 6          | 1         | 27.0 | .429 | .421 | 1.000     | 2.8   | 1.0    | 1.3       | 0.5   | 7.5   |
| Ukupno    |          | 6          | 1         | 27.0 | .429 | .421 | 1.000     | 2.8   | 1.0    | 1.3       | 0.5   | 7.5   |

## Španjolska reprezentacija
Fernández je član španjolske košarkaške reprezentacije. S reprezentacijom je na Olimpijskim igrama u Pekingu 2008. osvojio srebrnu medalju, a na Svjetskom prvenstvu u Japanu 2006. zlatnu medalju. S njom je još osvojio srebrnu medalju na Europskom prvenstvu u Španjolskoj 2007. i zlatnu medalju na Europskom prvenstvu u Poljskoj 2009.

## Vanjske poveznice
- Službena stranica
- Profil na NBA.com
- Profil na Euroleague.net
- Profil[neaktivna poveznica] na Basketpedya.com
- Profil  Arhivirana inačica izvorne stranice od 17. svibnja 2007. (Wayback Machine) na DraftExpress.com
- Profil  Arhivirana inačica izvorne stranice od 11. listopada 2008. (Wayback Machine) na NBADraft.net